# Universidad de Washington

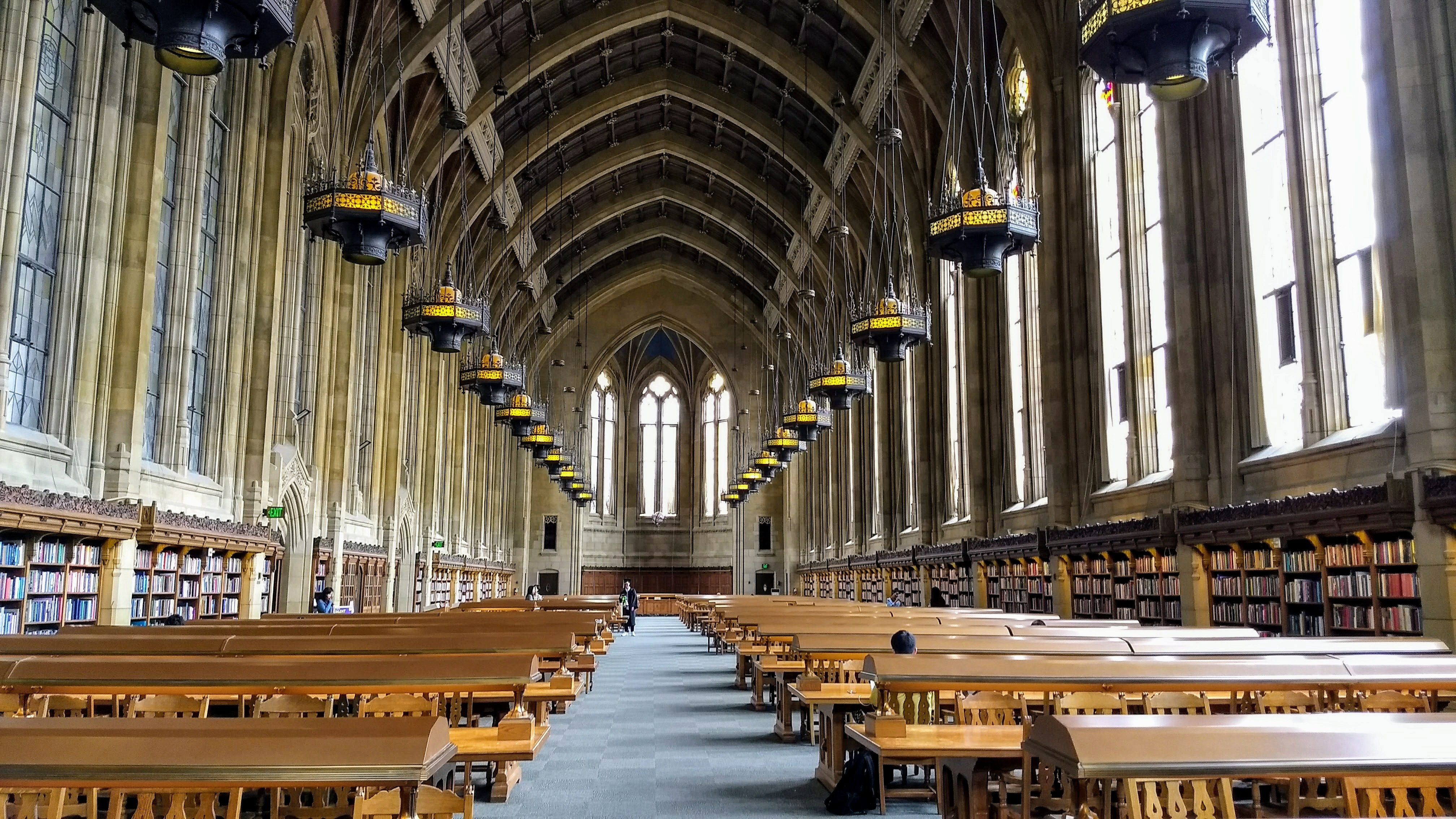
La sala de lectura emblemática de la universidad, dentro de la Biblioteca Suzzallo.

La Universidad de Washington (en inglés: University of Washington) es una de las universidades públicas más grandes de los Estados Unidos. A menudo, se conoce como «Washington» o «UDub». Está ubicada en Seattle. 
Según la clasificación académica publicada por el U.S. News & World Report, la Universidad de Washington ocupa el puesto número 10 entre las universidades a nivel mundial, y destaca en medicina, enfermería, ingeniería, derecho y oceanografía.

## Organización
La universidad tiene 140 departamentos, programas de pregrado (título de grado) y de posgrado (maestría y doctorado).

## Historia

### Fundación
En 1854, el gobernador territorial Isaac Stevens recomendó el establecimiento de una universidad en el territorio de Washington. Residentes destacados del área de Seattle, incluido el predicador metodista Daniel Bagley, vieron esto como una oportunidad para aumentar el potencial y el prestigio de la ciudad. Bagley se enteró de una ley que permitía a los territorios estadounidenses vender tierras para recaudar dinero en apoyo de las escuelas públicas. En ese momento, Arthur A. Denny, uno de los fundadores de Seattle y miembro de la legislatura territorial, pretendía aumentar la importancia de la ciudad trasladando la capital del territorio de Olympia a Seattle. Sin embargo, Bagley finalmente convenció a Denny de que el establecimiento de una universidad ayudaría más al desarrollo de la economía de Seattle. Inicialmente se constituyeron dos universidades, pero luego la decisión fue derogada a favor de una sola universidad en el condado de Lewis, siempre que hubiera terrenos donados localmente disponibles. Cuando no surgió ningún sitio, Denny solicitó con éxito a la legislatura que reconsiderara Seattle como ubicación en 1858.
En 1861, se inició la exploración de 10 acres (4 ha) sitio en Seattle que servirá como nuevo campus universitario. Arthur y Mary Denny donaron ocho acres, mientras que los pioneros Edward Lander y Charlie y Mary Terry donaron dos acres en Denny's Knoll en el centro de Seattle. Más específicamente, este tramo estaba delimitado por la 4.ª Avenida al oeste, la 6.ª Avenida al este, Union Street al norte y las calles Seneca al sur.
John Pike, de quien lleva el nombre Pike Street, fue el arquitecto y constructor de la universidad. Fue inaugurada el 4 de noviembre de 1861 como Universidad Territorial de Washington. La legislatura aprobó artículos que incorporan la universidad y establecen su Junta de Regentes en 1862. La escuela inicialmente tuvo problemas y cerró tres veces: en 1863 por baja matrícula, y nuevamente en 1867 y 1876 por escasez de fondos. Washington otorgó a su primera graduada, Clara Antoinette McCarty Wilt, una licenciatura en ciencias en 1876.

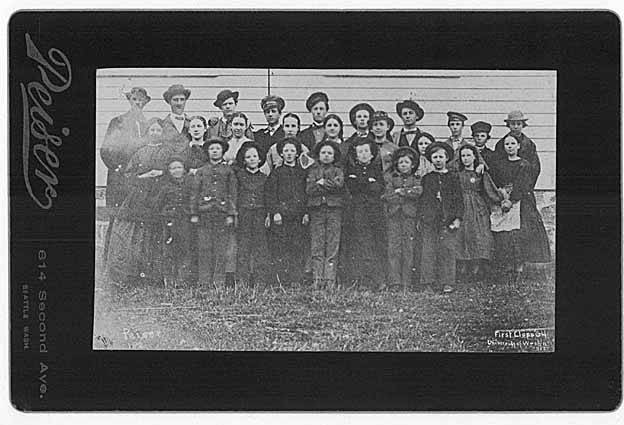
Estudiantes de la Universidad Territorial en 1864

### Reubicación delsigloXIX
Cuando el estado de Washington ingresó a la Unión en 1889, tanto Seattle como la universidad habían crecido sustancialmente. La matrícula total de pregrado en Washington aumentó de 30 a casi 300 estudiantes, y el relativo aislamiento del campus en el centro de Seattle enfrentó un desarrollo invasivo. Se creó un comité legislativo especial, encabezado por Edmond Meany, graduado de la Universidad de Washington, para encontrar un nuevo campus que sirviera mejor a la creciente población estudiantil y docente. El comité finalmente seleccionó un sitio en el noreste del centro de Seattle llamado Union Bay, que era tierra de los Duwamish, y la legislatura asignó fondos para su compra y construcción. En 1895, la universidad se trasladó al nuevo campus mudándose al recién construido Denny Hall. Los regentes de la universidad intentaron sin éxito vender el antiguo campus y finalmente decidieron alquilar el área. Más tarde se convirtió en una de las propiedades inmobiliarias más valiosas de la universidad en la actual Seattle, generando millones en ingresos anuales con lo que ahora se llama Metropolitan Tract. El edificio original de la Universidad Territorial fue derribado en 1908 y su antiguo emplazamiento ahora alberga el Hotel Fairmont Olympic.
Los únicos restos supervivientes del primer edificio de Washington son cuatro 24 pies (7,3 m), cedro blanco estriado a mano, columnas jónicas. Fueron rescatados por Edmond S. Meany, uno de los primeros graduados de la universidad y ex director de su departamento de historia. Meany y su colega, Dean Herbert T. Condon, denominaron las columnas "Loyalty," "Industry," "Faith", and "Efficiency" o "LIFE". Las columnas se encuentran ahora en el Teatro Sylvan Grove.

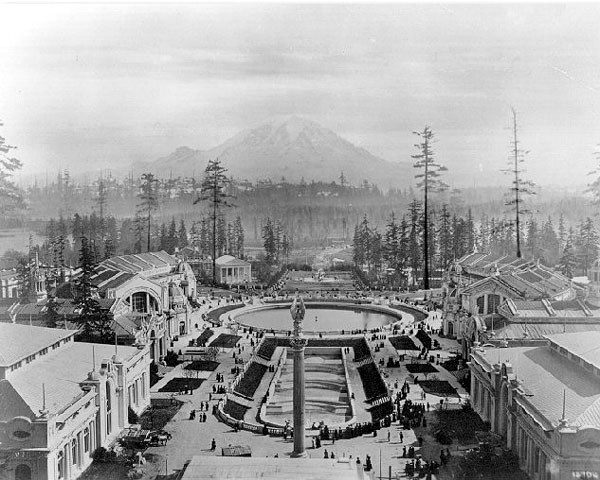
Exposición Alaska-Yukon-Pacific en el campus de la Universidad de Washington hacia el Monte Rainier en 1909

### Expansión delsigloXX
Los organizadores de la Exposición Alaska-Yukon-Pacífico de 1909 consideraron el campus aún en gran parte subdesarrollado como un escenario privilegiado para su feria mundial. Llegaron a un acuerdo con la Junta de Regentes de Washington que les permitió utilizar los terrenos del campus para la exposición, rodeando la actual Fuente Drumheller frente al Monte Rainier. A cambio, los organizadores acordaron que Washington se haría cargo del campus y su desarrollo una vez concluida la feria. Este arreglo condujo a un plano detallado del sitio y a varios edificios nuevos, preparados en parte por John Charles Olmsted. Posteriormente, el plan se incorporó al plan maestro general del campus de la Universidad de Washington, lo que afectó permanentemente el diseño del campus.
Ambas Guerras Mundiales trajeron a los militares al campus, y ciertas instalaciones se prestaron temporalmente al gobierno federal. A pesar de esto, los siguientes períodos de posguerra fueron tiempos de crecimiento espectacular para la universidad. El período de entreguerras vio una expansión significativa del campus superior. La construcción del Cuadrilátero de Artes Liberales, conocido por los estudiantes como "The Quad", comenzó en 1916 y continuó hasta 1939. La pieza arquitectónica central de la universidad, la Biblioteca Suzzallo, fue construida en 1926 y ampliada en 1935.
En 1942, todas las personas de ascendencia japonesa en el área de Seattle fueron obligadas a ingresar en campos de internamiento tierra adentro como parte de la Orden Ejecutiva 9066 tras el ataque a Pearl Harbor. Durante este momento difícil, el rector de la universidad, Lee Paul Sieg, asumió un papel de liderazgo activo y comprensivo al defender y facilitar la transferencia de estudiantes japoneses estadounidenses a universidades y colegios superiores lejos de la costa del Pacífico para ayudarlos a evitar el encarcelamiento masivo. Sin embargo, muchos estudiantes japoneses-estadounidenses y "futuros graduados" no pudieron transferirse exitosamente en el corto período de tiempo ni recibir diplomas antes de ser encarcelados. Sólo muchos años después fueron reconocidos por sus logros, durante el evento ceremonial del Largo Viaje a Casa de la Universidad de Washington que se llevó a cabo en mayo de 2008.
El 2 de octubre de 1946, la Universidad de Washington abrió formalmente una escuela de medicina como parte de una Facultad de Ciencias de la Salud contra las oposiciones de la Asociación Médica del Estado de Washington, que no deseaba crear un excedente competitivo de médicos. La operación fue encabezada por el presidente Henry Suzzallo basándose en los planes creados por Gideon Weed, Rufus Willard y Thomas Minor a principios de 1884. Posteriormente se creó y aprobó el GI Bill, que estableció la Facultad de Ciencias de la Salud y proporcionó 3,75 millones de dólares para edificios y 450.000 dólares para salarios. Esta fue la base del Centro Médico de la Universidad de Washington, clasificado por US News & World Report como uno de los diez mejores hospitales del país. Posteriormente, la Facultad de Ciencias de la Salud pasó a llamarse Facultad de Medicina en 1946, y ahora se clasifica constantemente como la mejor facultad de medicina de los Estados Unidos. El papel de la Universidad de Washington como escuela de medicina atrajo marcadamente más atención después del auge de la industria y la economía en tiempos de guerra durante la Segunda Guerra Mundial.
J. Robert Oppenheimer fue nominado en 1954 por el Departamento de Física de la Universidad de Washington para dar conferencias a estudiantes de física durante una semana, pero no pudo asistir debido a controles de lealtad solicitados por el gobierno federal de los Estados Unidos. Oppenheimer nunca aceptó las invitaciones y el presidente, Dr. Henry Schmitz, desaprobó su nominación.
De 1958 a 1973, la Universidad de Washington experimentó un enorme crecimiento en la matrícula de estudiantes, sus facultades y su presupuesto operativo, y también su prestigio bajo el liderazgo de Charles Odegaard. Durante este período, el profesorado estaba marcadamente dividido sobre las cuestiones del papel del profesorado en los nombramientos del profesorado y el conflicto de quién debería dirigir la Universidad, el profesorado o los padres y los contribuyentes. Henry Schmitz caracterizó el asunto como "una lucha interna por el poder". La matrícula de estudiantes de la Universidad de Washington se había más que duplicado a 34.000 a medida que la generación del baby boom alcanzó la mayoría de edad.
La Universidad de Washington tiene una larga historia con los derechos civiles desde 1874, hasta 1899 con activismo civil y desde 1968 hasta 1975. Esta época también estuvo marcada por altos niveles de activismo estudiantil, como fue el caso en muchas universidades estadounidenses. Gran parte de los disturbios se centraron en los derechos civiles, como se vio activamente cuando el entrenador de fútbol Jim Owens suspendió a cuatro jugadores de fútbol negros el 30 de octubre de 1969 por "[una] falta de compromiso con el equipo", después de lo cual los activistas exigieron la renuncia de Owen y el resto de Los futbolistas negros del equipo se negaron a jugar. Durante un tiempo, los activistas se habían apasionado por incitar una respuesta de la administración escolar para ocupar el campus después de que los activistas hirieron a 17 personas. El Dr. Robert Flennaugh, afroamericano, fue nombrado miembro de la Junta de Regentes de la Universidad de Washington el 25 de marzo de 1970 y más tarde, el 22 de junio, el University of Washington Daily eliminó los anuncios de ayuda basados en el género. El activismo alcanzó su punto máximo en 1975, cuando 2.000 estudiantes protestaron contra las prácticas de contratación universitaria en el campus durante el 13 y 14 de mayo Se produjo una mayor oposición a la Guerra de Vietnam, y en respuesta a las protestas contra la Guerra de Vietnam a fines de la década de 1960, la División de Seguridad Universitaria se convirtió en el Departamento de Policía de la Universidad de Washington cuyo cambio administrativo estaría bien fundamentado como en El 29 de junio de 1969, una bomba detonó en el campus, causando daños por valor de 100.000 dólares y ningún herido. Ningún grupo se atribuyó la responsabilidad del incidente.
Odegaard instituyó la visión de construir una "comunidad de académicos", convenciendo a las legislaturas del estado de Washington para que aumentaran la inversión en la universidad. Los senadores de Washington, como Henry M. Jackson y Warren G. Magnuson, también utilizaron su influencia política para recaudar fondos de investigación para la Universidad de Washington. Los resultados incluyeron un aumento en el presupuesto operativo de $37 millones en 1958 a más de $400 millones en 1973, consolidando a la Universidad de Washington como uno de los principales receptores de fondos federales para investigación en los Estados Unidos. El establecimiento de gigantes tecnológicos como Microsoft, Boeing y Amazon en el área local también demostró ser muy influyente en la suerte de la Universidad de Washington, no solo mejorando las perspectivas de los graduados sino también ayudando a atraer millones de dólares en universidades e investigación. financiación a través de su distinguido cuerpo docente y su extensa red de exalumnos.

### SigloXXI
En 1990, la Universidad de Washington abrió sus campus adicionales en Bothell y Tacoma. Aunque originalmente estaban destinadas a estudiantes que ya habían completado dos años de educación superior, desde entonces ambas escuelas se han convertido en universidades de cuatro años con autoridad para otorgar títulos. Las primeras clases de primer año en estos campus comenzaron en el otoño de 2006. Hoy en día, tanto Bothell como Tacoma también ofrecen una selección de programas de maestría.
En 2012, la universidad comenzó a explorar planes y aprobación gubernamental para expandir el campus principal de Seattle, incluidos aumentos significativos en alojamiento para estudiantes, instalaciones de enseñanza para el creciente cuerpo estudiantil y docente, así como opciones ampliadas de transporte público. La estación de tren ligero de la Universidad de Washington se completó en marzo de 2015, conectando el vecindario Capitol Hill de Seattle con el estadio UW Husky en cinco minutos de viaje en tren. Ofrece una opción de transporte que antes no estaba disponible para entrar y salir del campus, diseñada específicamente para reducir la dependencia de vehículos privados, bicicletas y autobuses locales del condado de King.

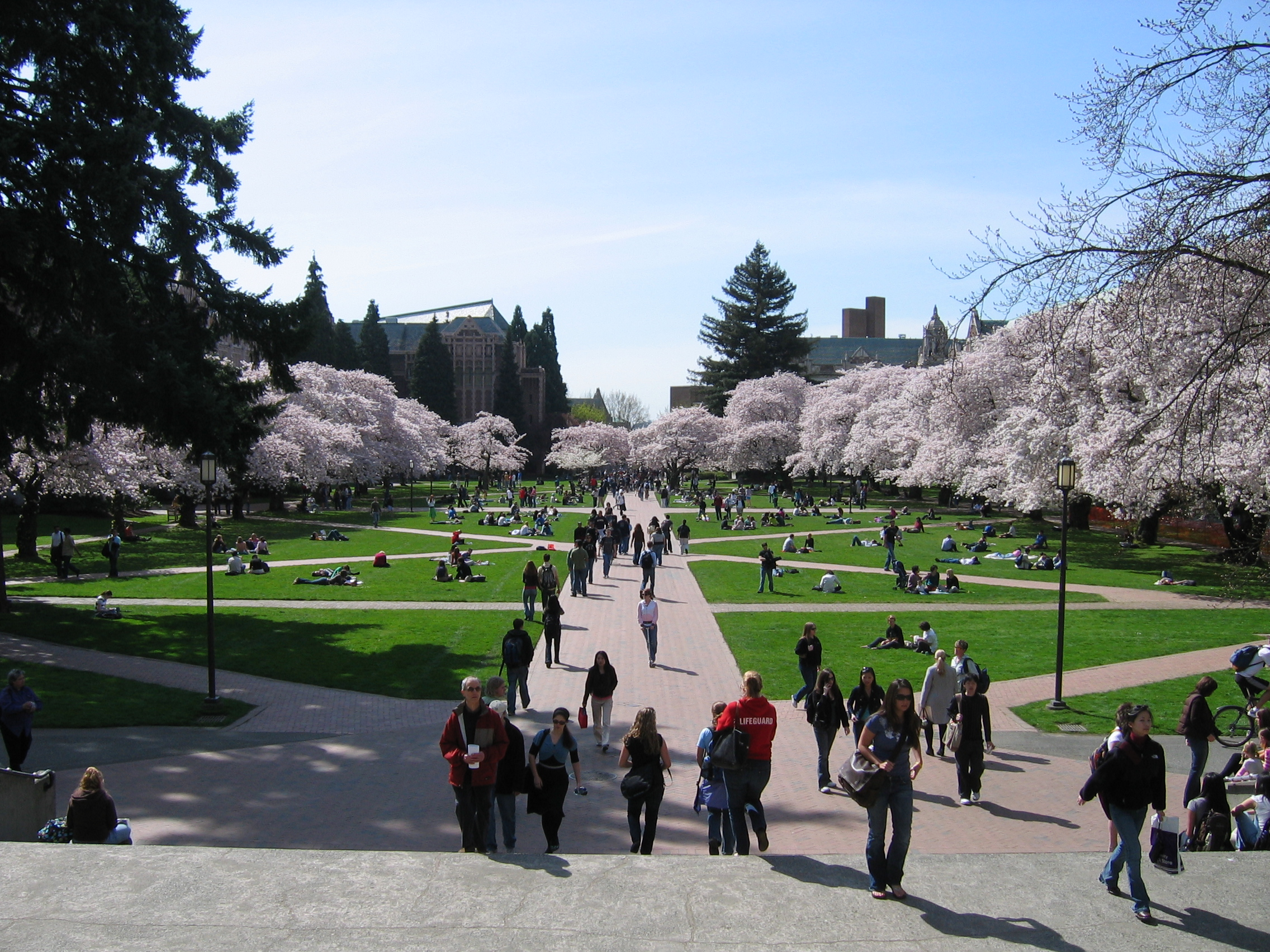
El UW Quad fotografiado en 2007

### Controversias
El 23 de enero de 1939, la Universidad de Washington fue criticada por contratar al profesor de economía Harold J. Laski, un marxista británico, como profesor invitado entre el Primer Terror Rojo y el Segundo Terror Rojo. La Universidad de Washington fue muy sospechada por la Administración Truman en 1948 y 1949. Thomas H. Bienz, un senador estatal demócrata, declaró que "al menos 150 [miembros de la facultad universitaria] son comunistas" y poco después el Comité Canwell y la Universidad iniciaron dos investigaciones. El profesor de filosofía Herbert Phillips, el profesor de literatura inglesa antigua Joe Butterworth y el profesor de psicología social Ralph Gundlach fueron despedidos tras las investigaciones. Un año después, el Comité Legislativo Conjunto de Investigación sobre Actividades Antiamericanas en el Estado de Washington inició otra segunda investigación, lo que llevó a investigaciones sobre otros profesores con una respuesta de "Ciento tres profesores [firmando] una carta abierta a la Junta de Regentes de la Universidad de Washington que afirmó que los despidos se basaron en culpabilidad por asociación. La carta también declaró que la moral de los profesores y la reputación de la Universidad fueron dañadas".
El 14 de junio de 2023, UW fue acusada de mala conducta. 2.400 postdoctorados e investigadores cometieron una serie de huelgas debido a un "punto muerto en las negociaciones contractuales en torno a cuestiones como salarios, apoyo al cuidado infantil y protecciones contra el acoso sexual". Una de las mayores fuentes de tensión entre las partes fue la clasificación de los postdoctorados. La universidad quería cambiar las clasificaciones de ciertos empleados como elegibles para horas extras, excluyéndolos del salario mínimo estatal de $65,000 para empleados exentos de horas extras. El sindicato que representa a los trabajadores, UAW Local 4121, también quiere que el salario mínimo de los posdoctorados aumente aún más hasta los 72.000 dólares en 2024, para igualar los altos costos de vida, algo que la universidad no ha estado dispuesta a aceptar. El sindicato también obtuvo el apoyo del secretario de Educación de Estados Unidos, Miguel Cardona, quien canceló en el último minuto su discurso de graduación previsto para el 10 de junio en solidaridad con la huelga.
El sindicato también alegó que la universidad intentó intimidar a los investigadores internacionales que trabajaban con visas para que no participaran en la huelga. En orientación para varios departamentos, afirmaron que la universidad había escrito: "Estamos obligados a notificar al Departamento de Trabajo en caso de huelga por parte de los titulares de visas". UAW 4121 escribió que este lenguaje es una tergiversación flagrante de la ley laboral, que solo requiere que un empleador notifique a la agencia federal que se está produciendo una huelga que incluye a personas con visas, pero no requiere ningún informe de trabajadores individuales. Los trabajadores denunciaron la retórica y realizaron una manifestación el 9 de junio para protestar por lo que se percibe como un objetivo contra los trabajadores internacionales. Los días 12 y 13 de junio se programó otra ronda de conversaciones, pero el punto muerto persistió.
La propuesta original de la Universidad incluía aumentos para los científicos investigadores de alrededor del 10% en tres años más cambios en la estructura salarial y un aumento de recuperación del 3,25% para aquellos que no obtuvieron un aumento por mérito el año pasado. Para los posdoctorados, la oferta original de la Universidad de Washington era un aumento salarial promedio del 15% en 2023, incluido un 13% en enero, cuando se introdujeron nuevos mínimos, además de salarios mínimos más altos. Las negociaciones se resolvieron el 16 de junio cuando se fijó un nuevo contrato para aumentar el salario de los trabajadores y mejorar las condiciones laborales de los 2.400 miembros del sindicato de la institución. Según el contrato negociado, los becarios de posdoctorado verán aumentar su salario en un 28% antes del 1 de enero de 2024, y su compensación se renegociará antes del próximo aumento, el 1 de enero de 2025. Los investigadores verán un aumento salarial del 33%, junto con futuros aumentos salariales que se mantendrán al día con los costos de vida.

## Administración

### Gobierno
La presidenta de la Universidad de Washington, Ana Mari Cauce, fue seleccionada por la Junta de Regentes a partir del 13 de octubre de 2015. El 12 de noviembre de 2015, la Junta de Regentes aprobó un contrato de cinco años para Cauce, otorgándole una compensación anual de 910.000 dólares. El paquete de compensación de Cauce incluye un salario anual de $697,500, $150,000 por año en compensación diferida, una contribución anual de $50,500 a una cuenta de jubilación y un subsidio anual para automóvil de $12,000. Ella era la presidenta interina antes de su nombramiento, ocupando el puesto que dejó vacante el presidente anterior Michael K. Young cuando se anunció que sería el próximo presidente de la Universidad Texas A&M el 3 de febrero de 2015. Phyllis Wise, que había trabajado en la Universidad de Washington como rectora y vicepresidenta ejecutiva, y como presidenta interina durante un año, fue nombrada rectora de la Universidad de Illinois en Urbana-Champaign en agosto de 2011.
La universidad está gobernada por once regentes, uno de los cuales es estudiante y otro miembro de la facultad. Su exregente más notable es probablemente William H. Gates, Sr., el padre de Bill Gates. El gobierno de estudiantes de pregrado son los Estudiantes Asociados de la Universidad de Washington (ASUW) y el gobierno de estudiantes de posgrado es el Senado de Estudiantes Graduados y Profesionales (GPSS).

### Finanzas
En 2017, la universidad reportó $4,893 mil millones en ingresos y $5,666 mil millones en gastos, lo que resultó en una pérdida operativa de $774 millones. Esta pérdida fue compensada por $342 millones en asignaciones estatales, $443 millones en ingresos por inversiones, $166 millones en donaciones y $185 millones de otros ingresos no operativos. Así, la posición neta de la universidad aumentó en 363 millones de dólares en 2017.

### Donaciones
La universidad se financia en parte con donaciones de filántropos, fundaciones y corporaciones, así como de donantes individuales. Se describe que Bill Gates Sr. y su hijo Bill Gates, así como Melinda French Gates y la Fundación Bill y Melinda Gates, tienen un impacto "inigualable" en toda la universidad.
A partir de 2020, el Cuadro de Honor de Donantes de la universidad reconoció a los principales contribuyentes como Bill Gates, Melinda Gates, la Fundación Bill y Melinda Gates, Microsoft, la Fundación Robert Wood Johnson y el fallecido Paul G. Allen. Otros donantes notables incluyen Amazon, AstraZeneca, Bayer, BlackRock, Boeing, Burroughs Wellcome Fund, Carnegie Corporation of New York, Chan Zuckerberg Initiative, China Medical Board, Eli Lilly and Company, Gilead Sciences, GlaxoSmithKline, Merck, Monsanto, Novartis, Open Philanthropy, Open Society Foundations, Pfizer, Fundación Rockefeller y Wellcome Trust.
Las donaciones donadas se combinan en el Fondo de Dotación Consolidado de la universidad, administrado por una compañía de inversión interna a un costo anual de aproximadamente $6,2 millones. La universidad reportó $443,383 millones de ingresos por inversiones en el año fiscal 2017.

### Proyectos
En 2018, la universidad afirmó tener casi mil millones de dólares en nuevas construcciones en marcha. 

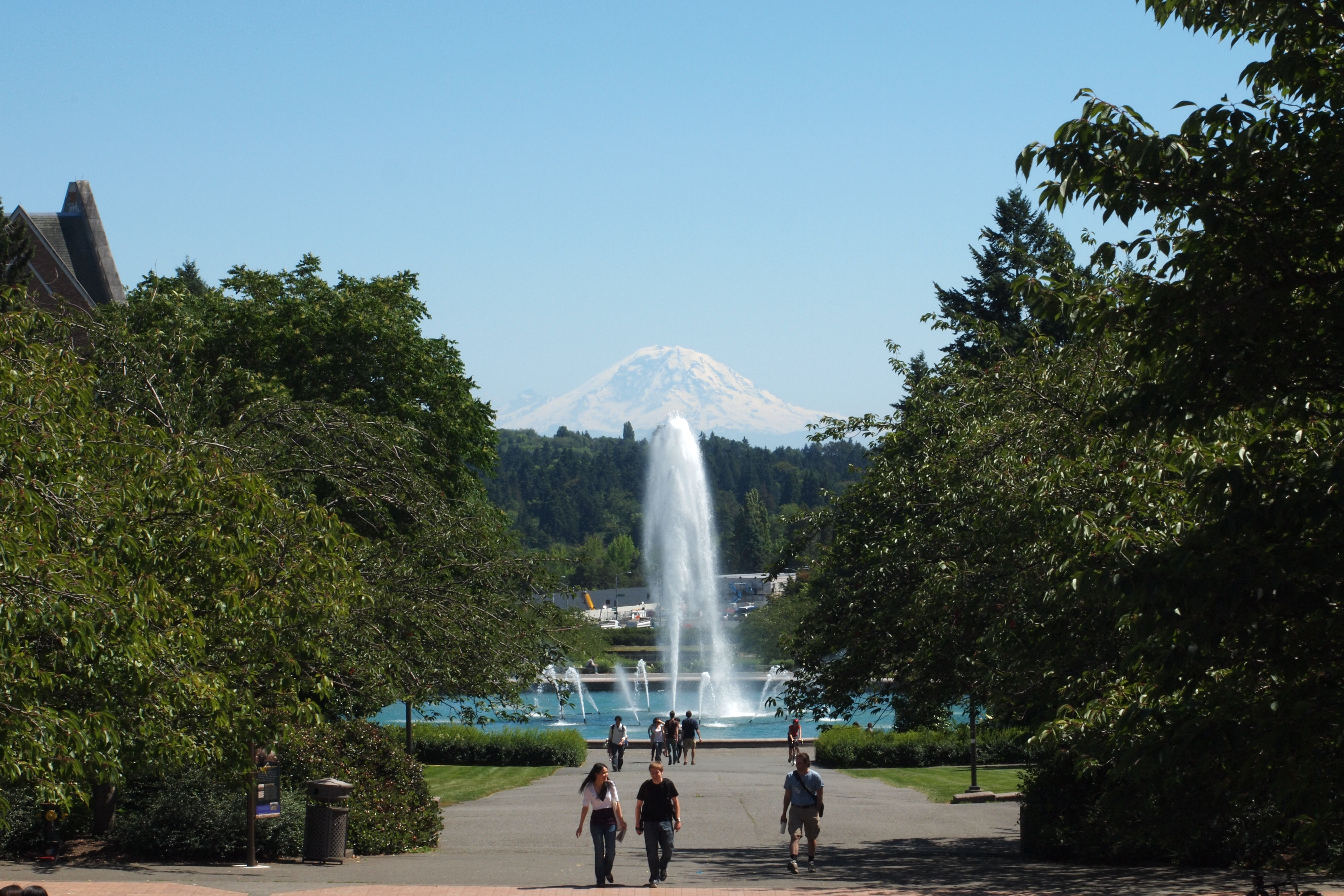
Monte Rainier visto desde la fuente Drumheller

## Escuelas y facultades
- Facultad de Arquitectura y Planes Urbanos
- Facultad de Artes y Ciencias
- Escuela de Negocios Michael G. Foster
- Escuela de Odontología
- Facultad de Educación
- Facultad de Ingeniería
- Facultad de Recursos del Bosque
- Escuela de Información
- Escuela de Derecho
- Escuela de Medicina
- Escuela de Enfermería
- Facultad de Oceanografía y Ciencias de los Peces
- Escuela de Farmacia
- Escuela de Hechos Públicos Daniel J. Evans
- Escuela de Estudios Internacionales Henry M. Jackson
- Escuela de Sanidad Pública y Medicina de la Comunidad
- Escuela de Trabajo Social

## León Center

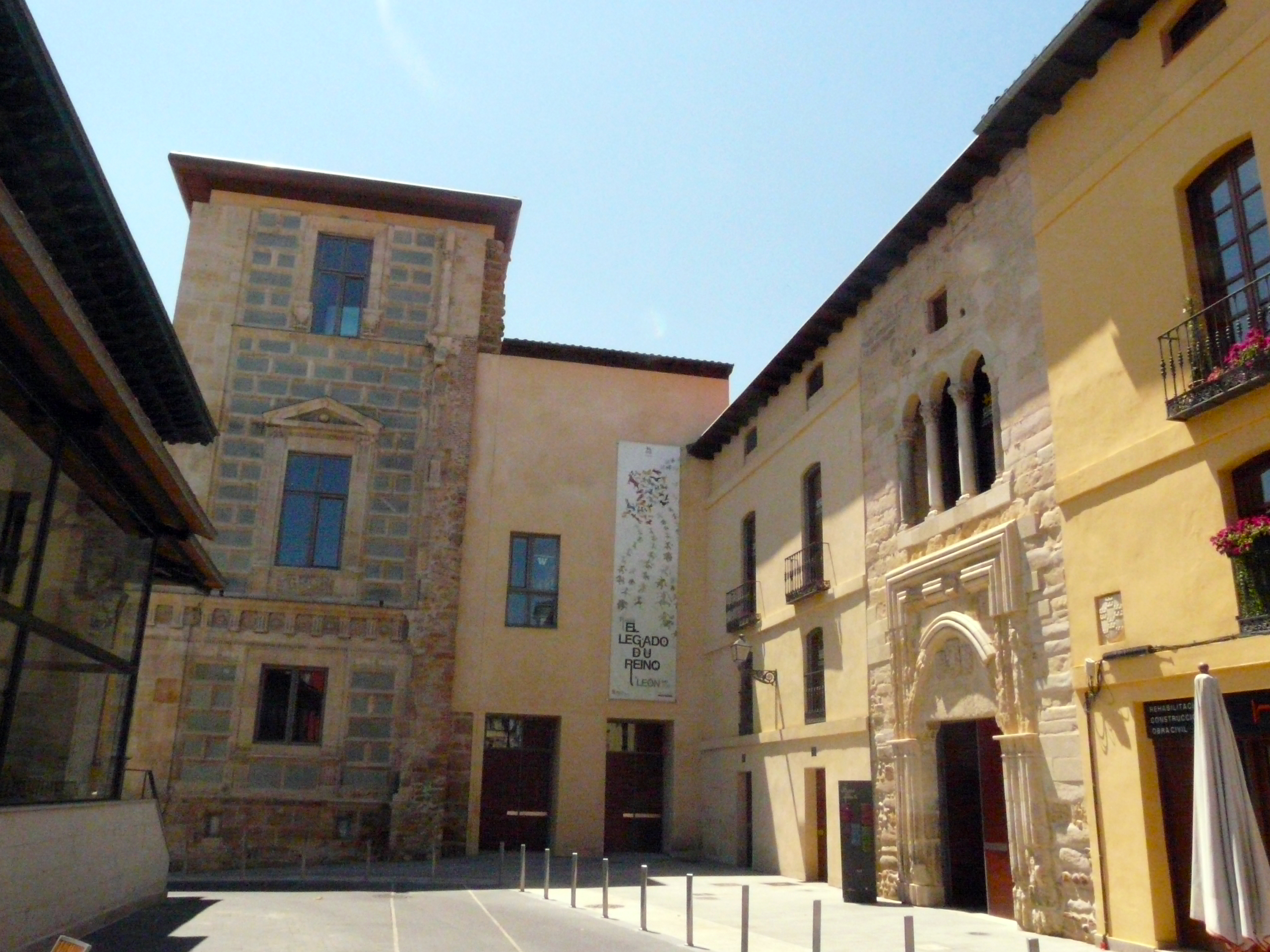
La Universidad de Washington tiene su sede en la ciudad española de León en el palacio del conde Luna.

La universidad tiene un programa de estudios en el extranjero en León (España), cuya sede se denomina León Center y se encuentra en el Palacio del Conde Luna.

## Deportes
Los estudiantes, equipos deportivos y exalumnos de la Universidad de Washington se llaman Washington Huskies. El husky fue seleccionado como mascota de la escuela por el comité estudiantil en 1922, lo que reemplazó al "Sun Dodger", una referencia abstracta al clima local.

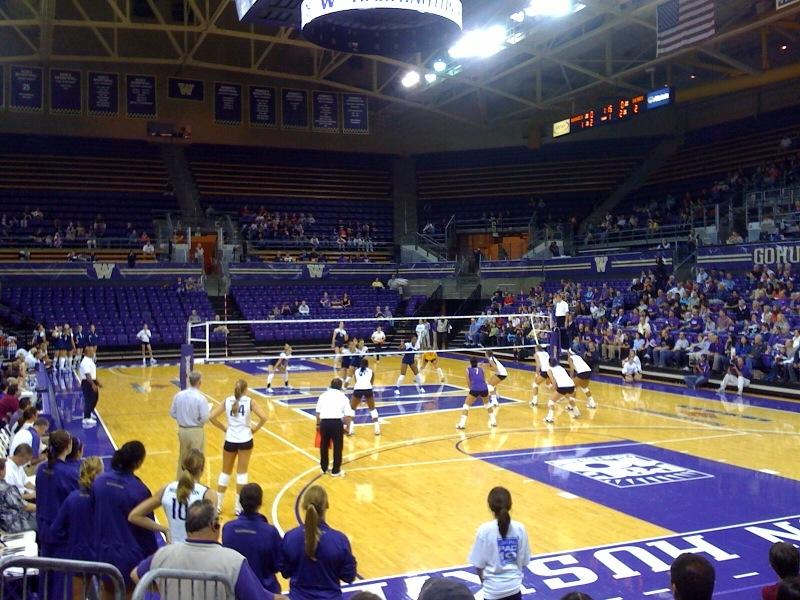
El Pabellón Hec Edmundson alberga eventos de baloncesto y voleibol.

La universidad participa en la División I FBS de la Asociación Nacional de Atletismo Universitario. Es miembro de la Conferencia Pac-12 hasta el año académico 2023-24, después del cual se unirá a la Conferencia Big Ten. El equipo de fútbol es tradicionalmente competitivo, ya que ganó el título nacional de 1960 y 1991 y apareció en el College Football Playoff en 2016 y 2023, además de siete victorias en el Rose Bowl y victorias individuales en el Orange Bowl y el Sugar Bowl. De 1907 a 1917, los equipos de fútbol de Washington estuvieron invictos en 64 juegos consecutivos, un récord de la NCAA. Seguir rueda en barco ha sido una tradición del Husky Stadium desde 1920, cuando el estadio se construyó por primera vez a orillas del lago Washington. El juego de la Copa Apple es un juego anual contra su rival estatal, la Universidad Estatal de Washington, que se disputó por primera vez en 1900 con la UW liderando la serie de todos los tiempos, 75 victorias, 33 derrotas y 6 empates. Este juego lo ganó por última vez la Universidad de Washington y el trofeo de la Copa Apple reside actualmente en Seattle Don James, miembro del Salón de la Fama del fútbol americano universitario, es un exentrenador en jefe.